# Максим Горький (Шемуршинський район)
Максим Го́рький (рос. Максим Горький, чув. Максим Горький) — селище у складі Шемуршинського району Чувашії, Росія. Входить до складу Чепкас-Нікольського сільського поселення.
Населення — 26 осіб (2010; 36 у 2002).
Національний склад:
- чуваші — 94 %